# 石笋镇
石笋镇，是中华人民共和国四川省广安市广安区下辖的一个乡镇级行政单位。

## 行政区划
石笋镇下辖以下地区：
石笋河社区、四岩村、玉丰村、马跃村、银桥村、伏龙村、团防村、庆云村、鳌山村、鳌峰村、土门村、千年村、天宝村、竹湾村、金安村、亮垭村、斜石村、龙岩村、火焰村、水莲村、鲁江村、友联村、复兴村、将军村、乐坪村、麒麟村、龙飞村、火光村、长利村、雨花村、山峰村、辉岭村、元胜村、月岩村和云星村。